# Célébrités du Juste Milieu

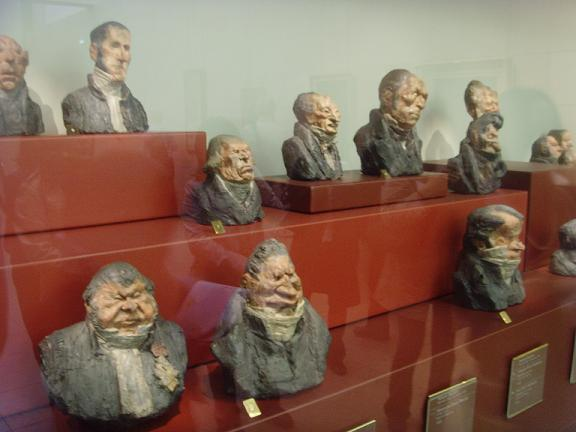
Quelques-uns des bustes des Célébrités du Juste milieu

Les Célébrités du Juste milieu sont une série de 36 bustes en terres crues, modelés par Honoré Daumier et exposés au musée d'Orsay à Paris.

## Historique
C'est entre 1832 et 1835 que Honoré Daumier réalise cette série de bustes en terre crue peinte caricaturant les principaux personnages politiques (et pas seulement des parlementaires) du début de la Monarchie de Juillet. Ces bustes servaient à l’artiste à réaliser des lithographies destinées à être publiées dans le journal de la Caricature. On ne connaît pas le nombre exact de bustes-charges réalisés par Daumier. 36 seulement sont parvenus jusqu’à nous, et sont conservés au musée d’Orsay à Paris.
Ils auraient été vendus par Daumier à son éditeur Charles Philipon pour la somme de 15 francs pièce, puis achetés en 1927 au petit-fils de ce dernier par l’éditeur d’art Maurice Le Garrec. Ce dernier les fit restaurer et décida de les faire mouler pour réaliser des éditions en bronze et en plâtre. Le musée d’Orsay en fait à son tour l’acquisition en 1980.

## Édition
L’édition par les héritiers Le Garrec commence en 1929 pour s’arrêter en 1953. Les modèles sont édités à 30 exemplaires notamment pour D’Argout, Fulchiron, Guizot, Harlé père, Lameth, Odier, Pataille, Prunelle, Viennet et Girod de l’Ain. Sinon, le tirage peut être de 25 exemplaires pour d'autres modèles de cette série. Ils étaient fondus au fur et à mesure des commandes.
Après la fermeture de Barbedienne en 1953, Mme Le Garrec décide de faire fondre par Valsuani trois dernières séries pour elle et pour chacune de ses filles. 
Les épreuves fondues chez Barbedienne portent la marque « MLG » pour Maurice Le Garrec.

## Liste des bustes
| Image | Nom                                                                        |
| ----- | -------------------------------------------------------------------------- |
|       | Antoine Maurice Apollinaire d'Argout (1782-1858)                           |
|       | Claude Bailliot (1771-1836)                                                |
|       | Félix Barthe (1796-1863)                                                   |
|       | Jean Auguste Chevandier de Valdrome (1781-1865)                            |
|       | Laurent Cunin-Gridaine (1778-1859)                                         |
|       | Benjamin Delessert (1773-1847)                                             |
|       | Jacques Antoine Adrien Delort (1773-1846)                                  |
|       | Hippolyte Abraham-Dubois (1794-1863)                                       |
|       | André Dupin (1783-1865)                                                    |
|       | Charles-Guillaume Étienne (1778-1845)                                      |
|       | Alfred de Falloux (1811-1886)                                              |
|       | Jean-Marie Fruchard (1788-1872)                                            |
|       | Jean-Claude Fulchiron (1774-1859)                                          |
|       | Joachim Antoine Joseph Gaudry (1790-1875)                                  |
|       | Charles Léonard Gallois (1789-1851)                                        |
|       | Auguste Victor Hippolyte Ganneron (1792-1847)                              |
|       | François Guizot (1787-1874)                                                |
|       | Jean-Marie Harlé (1765-1838)                                               |
|       | Auguste Hilarion de Kératry (1769-1859)                                    |
|       | Charles Malo de Lameth (1752-1832)                                         |
|       | Alexandre Lecomte (vers 1778-?)                                            |
|       | Jacques Lefebvre (1777-1856)                                               |
|       | François Dominique de Reynaud de Montlosier (1755-1838)                    |
|       | Antoine Odier (1766-1853)                                                  |
|       | Alexandre Simon Pataille (1784-1857)                                       |
|       | Jean-Charles Persil (1785-1879)                                            |
|       | Charles Philipon (1800-1862)                                               |
|       | Joseph de Podenas (1782-1851)                                              |
|       | Victor Prunelle (1777-1853)                                                |
|       | Pierre-Paul Royer-Collard (1763-1845)                                      |
|       | Horace Sébastiani (1775-1851)                                              |
|       | Jean Vatout (1791-1848)                                                    |
|       | Jean-Pons-Guillaume Viennet (1777-1868)                                    |
|       | Jean de Dieu Soult Nicolas, Duc de Dalmatie (1769-1851) dit Maréchal Soult |
|       | Joseph Pelet de la Lozère (1785-1871)                                      |
|       | Amiral Charles-Henri Verhuell de Sevehaar (1764-1845)                      |